# .eh
.eh — национальный домен верхнего уровня, зарезервированный для Западной Сахары.
Несмотря на то, что этот домен был зарезервирован ещё в конце 1990-х, тот факт, что Западная Сахара имеет статус частично признанного государства, оккупированного Марокко, привёл к тому, что ICANN до сих пор не произвела делегирование домена .eh. Права на этот домен предъявляет как Западная Сахара, так и Марокко.
Регистрация доменов в зоне .eh никогда не проводилась.